# استفان میلوساولیویچ
استفان میلوساولیویچ (انگلیسی: Stephen Milosavljevic؛ زادهٔ ۲۲ سپتامبر ۱۹۹۳) بازیکن فوتبال اهل فرانسه است.
از باشگاه‌هایی که در آن بازی کرده‌است می‌توان به باشگاه فوتبال لو آور اشاره کرد.